# NGC 2487
NGC 2487 est une vaste galaxie spirale barrée située dans la constellation des Gémeaux. NGC 2487 a été découverte par l'astronome allemand Albert Marth en 1864.

## Caractéristiques
Sa vitesse par rapport au fond diffus cosmologique est de 5 029 ± 24 km/s, ce qui correspond à une distance de Hubble de 74,2 ± 5,2 Mpc (∼242 millions d'al).
À ce jour, sept mesures non basées sur le décalage vers le rouge (redshift) donnent une distance de 64,314 ± 16,349 Mpc (∼210 millions d'al), ce qui est à l'intérieur des valeurs de la distance de Hubble. Notons cependant que c'est avec la valeur moyenne des mesures indépendantes, lorsqu'elles existent, que la base de données NASA/IPAC calcule le diamètre d'une galaxie et qu'en conséquence le diamètre de NGC 2487 pourrait être d'environ 60,4 kpc (∼197 000 al) si on utilisait la distance de Hubble pour le calculer.
La classe de luminosité de NGC 2487 est II et elle présente une large raie HI.
En raison d'une brillance de surface égale à 14,38 mag/am2, on peut qualifier NGC 2487 de galaxie à faible brillance de surface (LSB en anglais pour low surface brightness). Les galaxies LSB sont des galaxies diffuses (D) avec une brillance de surface inférieure de moins d'une magnitude à celle du ciel nocturne ambiant.
Selon la base de données Simbad, NGC 2487 est une galaxie LINER, c'est-à-dire une galaxie dont le noyau présente un spectre d'émission caractérisé par de larges raies d'atomes faiblement ionisés.

## Supernova
La supernova SN 1975O a été découverte dans NGC 2487 le 30 novembre 1975 par l'astronome américain Charles Kowal. Le type de cette supernova n'a pas été déterminé.

## Groupe de NGC 2487

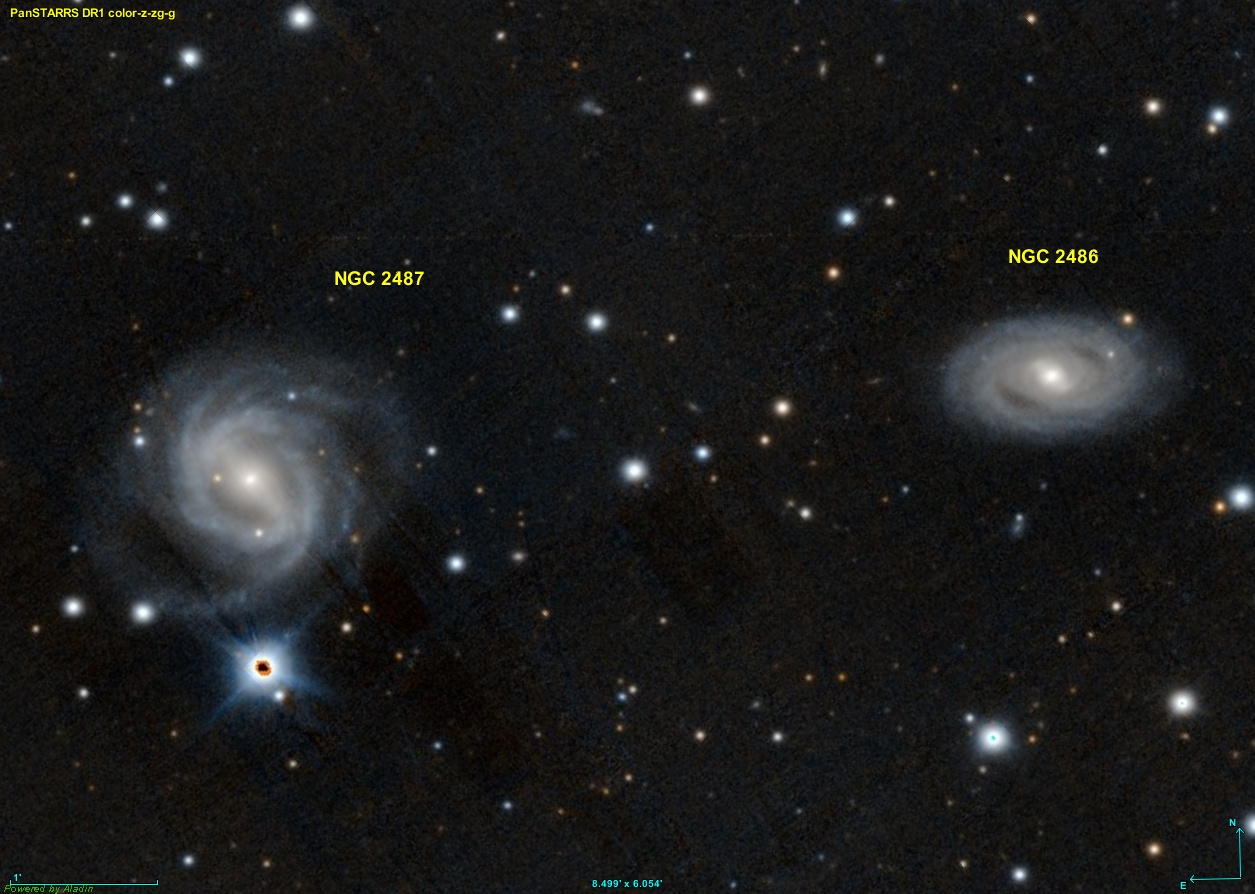
NGC 2486 et NGC 2487 forment une paire de galaxie, mais rien n'indique sur cette image une déformation de l'une ou l'autre.

NGC 2486 et NGC 2487 forment une paire de galaxies,, qui sont peut-être en interaction gravitationnelle, mais rien n'indique sur les photos une déformation de l'une ou l'autre des galaxies. NGC 2487 est la plus grosse et la plus brillante galaxie d'un groupe d'au moins 4 galaxies qui porte son nom. Les autres galaxies du groupe de NGC 2487 sont NGC 2486, NGC 2498 et UGC 4099.